# Aufidus hopkinsi
Aufidus hopkinsi är en insektsart som beskrevs av Victor Lallemand 1928. Aufidus hopkinsi ingår i släktet Aufidus och familjen spottstritar. Inga underarter finns listade i Catalogue of Life.